# Andrew Ridgeley
Andrew John Ridgeley (Windlesham, Anglia, 1963. január 26. –) brit énekes-dalszerző és zenei producer. Az 1980-as években lett népszerű, amikor megalapította a Wham! nevű popduót, egykori iskolatársával, George Michael-lel.

## Fiatalkora
Ridgeley 1963. január 26-án született Windleshamben, Angliában. Szülei Jennifer és Albert Ridgeley. Édesanyja brit, édesapja olasz és egyiptomi származású. Andrew Ridgeley a Hertfordshire megyében található Bushey városában nőtt fel, ahol a Bushey Meads School tanulója volt.Édesanyja tanárnőként dolgozott Bushey Heath Primary Schoolban, míg édesapja a Canon munkatársa volt. Ridgeley iskolatársa volt George Michael, a páros hamar barátságot is kötött, miután mind a kettőjüknek hasonló ambíciói voltak, mind a ketten zenészek akartak lenni.

## Karrier
Ridgeley évekig játszott különböző együttesekben, végül 1981-ben Michael-lel együtt megalapította a Whamǃ nevű popduót. Több lemezkiadó céget is felkerestek, végül az Innervision-höz szerződtek le 1981-ben.

### Whamǃ
A Whamǃ 1982 és 1986 között igazi világhírnevet élvezhetett, világszerte mintegy 25 millió felvételt adtak el. Első egyesült államokbeli fellépésükre Dick Clark American Bandstand című műsorában került sor. A Whamǃ az 1980-as évek egyetlen brit produkciója, mely három első helyezést elérő kislemezt adott ki az Egyesült Államokban és az Egyesült Királyságban egyaránt.
A zenekar első albuma, a Fantastic 1983-ban az első helyen végzett az Egyesült Királyság slágerlistáján, és több top 10-es kislemezt eredményezett, köztük a Young Guns-t, a Wham Rap! (Enjoy What You Do?)-t és a Club Tropicana-t. Második nagylemezük, a Make It Big volt az áttörés, amely a duót nemzetközi szupersztárrá változtatta, Amerikában a slágerlisták első helyén végzett. Az albumról az alábbi kislemezek jelentek meg: a Wake Me Up Before You Go-Go (első helyezett lett az Egyesült Államokban és az Egyesült Királyságban is), a Freedom, az Everything She Wants és a Careless Whisper.
A Wham! 1985 áprilisában Kínába ment turnézni, ők voltak az első népszerű nyugati zenei produkció, aki Kínába látogatott és ez világszerte nagy média-nyilvánosságot kapott.
Michael szólókarrierjének sikerei hatására az együttes 1986-ban hivatalosan is feloszlott a The Edge of Heaven című búcsúkislemez és a The Final című válogatásalbum megjelentetése, valamint egy, a Wembley Stadionban megrendezett telt házas szuperkoncert után. A popduó utolsó kislemeze, a The Edge of Heaven 1986 júniusában első helyezett lett a brit slágerlistán.

### A Whamǃ után
1991. január 27-én Ridgeley néhány dal erejéig csatlakozott George Michaelhöz a színpadon Rio de Janeiróban a Rock in Rio fesztivál keretein belül. 1991 óta Ridgeley kerüli a nyilvánosságot, a médiától távol él. 2005-ben a Michael életét és pályafutását bemutató A Different Story című dokumentumfilm alkalmából beleegyezett több interjúba is.
Miután visszavonult az aktív zenéléstől, Ridgeley álnevet használva továbbra is szerzett dalokat. 1982 óta mintegy 10 millió fontot keresett különböző jogdíjakból. Habár a Careless Whisper című dalt a legtöbben George Michael első szólókislemezének tekintik, a dalszerzők között Ridgeley neve is feltűnik. A dal több mint 6 millió példányban kelt el világszerte, míg az Egyesült Királyságban minden idők 34. legkelendőbb kislemezének számít 1,3 milliós eladásával.
2005-ben voltak tervek egy esetleges összeállásra Michael-lel a Live 8 koncertsorozat alkalmából, de végül Ridgeley az utolsó pillanatban lemondta a szereplést. 2012-ben szintén megjelentek pletykák, hogy a Whamǃ első kislemezének 30. évfordulója alkalmából újra összeáll a duó, de Michael megerősítette, hogy ez nem fog megvalósulni.
George Michael 2016. december 25-én bekövetkezett halála után Ridgeley megrendülten nyilatkozott a Twitteren „szeretett barátja” elvesztéséről.

## Magánélete
Ridgeley Angliában, Cornwall megyében él feleségével Keren Woodward-dal, a Bananarama női együttes tagjával.

## Fordítás
- Ez a szócikk részben vagy egészben  az   Andrew Ridgeley című angol Wikipédia-szócikk fordításán alapul.  Az eredeti cikk szerkesztőit annak laptörténete sorolja fel. Ez a jelzés csupán a megfogalmazás eredetét és a szerzői jogokat jelzi, nem szolgál a cikkben szereplő információk forrásmegjelöléseként.